# لوم (ناحیه ستراکونیتسه)

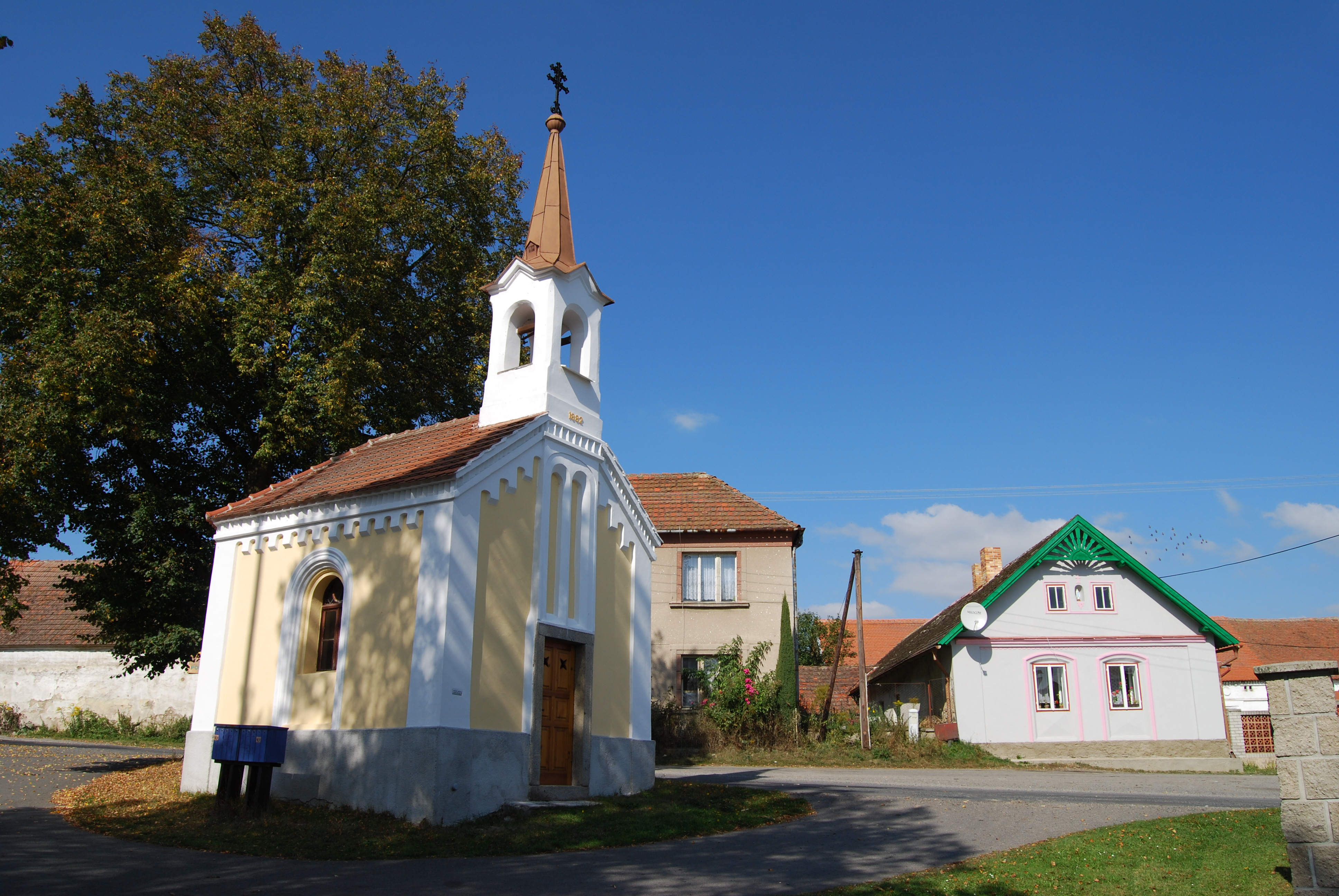
لوم.

لوم (به چکی: Lom) یک منطقهٔ مسکونی در جمهوری چک است که در ناحیه ستراکونیتسه واقع شده‌است. لوم ۵٫۶۹ کیلومتر مربع مساحت و ۱۲۲ نفر جمعیت دارد و ۴۷۴ متر بالاتر از سطح دریا واقع شده‌است.